# Kohlküppel und Bergäcker bei Weiperz, Streitrain und Weiperzberg
Kohlküppel und Bergäcker bei Weiperz, Streitrain und Weiperzberg este o arie protejată (arie specială de conservare — SAC, sit de importanță comunitară — SCI) din Germania întinsă pe o suprafață de 91,71 ha, integral pe uscat.

## Localizare
Centrul sitului Kohlküppel und Bergäcker bei Weiperz, Streitrain und Weiperzberg este situat la coordonatele 50°18′15″N 9°35′07″E / 50.3042°N 9.5853°E.

## Înființare
Situl Kohlküppel und Bergäcker bei Weiperz, Streitrain und Weiperzberg a fost declarat sit de importanță comunitară în noiembrie 2004 pentru a proteja un număr necunoscut de specii din flora spontană și fauna sălbatică aflate în arealul zonei. Situl a fost protejat și ca arie specială de conservare în martie 2008.

## Biodiversitate
Situată în ecoregiunea continentală, aria protejată conține 5 habitate naturale: Pajiști uscate seminaturale și facies de acoperire cu tufișuri pe substraturi calcaroase (Festuco-Brometalia) (* situri importante pentru orhidee), Fânețe de joasă altitudine (Alopecurus pratensis, Sanguisorba officinalis), Izvoare petrifiante cu formare de travertin (Cratoneurion), Mlaștini alcaline, Păduri aluvionare cu Alnus glutinosa și Fraxinus excelsior (Alno-Padion, Alnion incanae, Salicion albae).
La baza desemnării sitului se află un număr nedeclarat de specii protejate.